# Zhang Fei

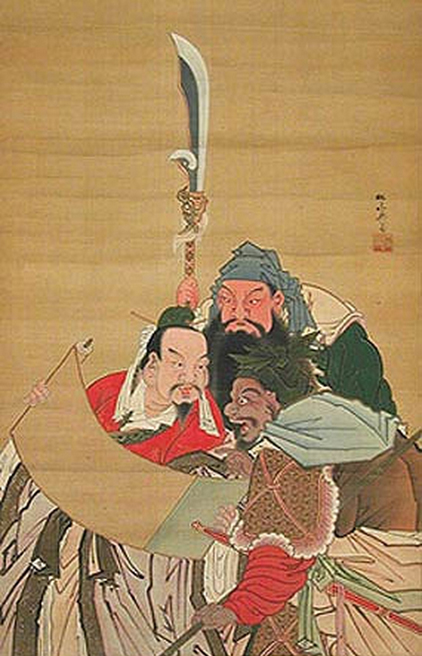
Liu Bei (links) mit seinen Schwurbrüdern Guan Yu (oben) und Zhang Fei (rechts). Buchmalerei aus einer Ausgabe der Geschichte der drei Reiche.

Zhang Fei (chinesisch 張飛, Pinyin Zhāng Fēi), stilisiert Yide (翼德,  Yìdé; * 167 in Zhou; † 221) war Waffenbruder von Liu Bei und Guan Yu und einer der Fünf Tigergeneräle der Shu Han.
Bei der Schlacht am Hu Lao-Tor kämpfte er gegen Lü Bu und erhielt von Cao Cao, der damals mit Liu Bei verbündet war, den Rang eines Kaiserlichen Korpskommandanten. Bei der Eroberung von Nanjun wurde Zhang Fei Gouverneur von Yidu und erhielt den Titel „Herr von Xinting“. Ihm gelang es auch, beim Angriff auf Liu Zhang dem General Yan Yan eine Falle zu stellen und ihn mit seinen Truppen an Liu Bei zu übergeben. Nachdem Chengdu erobert war, wurde Zhang Fei zum „General, der den Westen erobert“ ernannt. Später wurde er auch Gouverneur von Baxi und einer der Fünf Tigergeneräle. Als Liu Bei Kaiser der Shu wurde, ernannte er Zhang Fei zum „Rechten General“.
Nach dem Tod seines Gefährten Guan Yu (219) schwor er, ihn zu rächen, verfiel aber dem Trinken. Beim Plan eines Angriffs gegen Wu geriet er mit seinen Offizieren in Streit und wurde von ihnen getötet.